# Orang Ikan
Orang Ikan (en id. malayo orang = humano; ikan = pez) es un monstruo o animal críptido del que se especula que habita en las islas Kei al sureste del archipiélago de las islas Molucas. La fuente principal de los relatos de esta legendaria criatura proviene del folklore de los habitantes de la isla y de los supuestos avistamientos que habrían tenido lugar en esa región por parte de un grupo de soldados japoneses, durante la ocupación de las islas por parte de un escuadrón de Japón en 1943 durante la Segunda Guerra Mundial.

## Cronología de los avistamientos
En 1943 un grupo de soldados afincados en una de las islas que integran en archipiélago de las islas Kei, afirmaban haber divisado unas extrañas criaturas dentro del agua con un rostro similar al de los humanos. Algunos de esos soldados afirmaban haber visto similares criaturas en alguna de las lagunas naturales de las islas o incluso en la playa, nadando de una manera similar a la de los humanos, como haciendo brazas. Si bien ante la vista de los humanos, dichas criaturas se sumergirían para no volver a ser vistas, otros soldados creían haber visto alguna de ellas en la playa caminando o corriendo sobre la arena como si estuviesen buscando algo. 
Aunque los relatos indican que la mayoría de los soldados que las avistaban se mostraban perplejos ante esas criaturas, a los lugareños por el contrario les resultaban familiares y las denominaban en idioma malayo con el nombre de Orang Ikan.
En cierta ocasión el sargento a cargo del equipo de vigilancia en las islas, Taro Horiba fue informado por los nativos acerca de que un ejemplar de dichas criaturas había sido hallado muerto en la playa más temprano ese mismo día, y se encontraba disponible para verlo. Horiba se habría dirigido no sin escepticismo hacia la cabaña del jefe tribal donde habían trasladado el cuerpo del animal. Allí finalmente habría logrado ver de cerca a la criatura en cuestión a la cual describió con las mismas características morfológicas que el resto de sus soldados.
Al regresar a Japón, Horiba relató sus experiencias e instó a varios zoólogos a investigar, pero nadie lo tomó en serio. El hecho de que no hubiera tomado ninguna foto no ayudó a su causa, y al final fue ridiculizado por la mayoría de sus colegas.

### Morfología
Acorde a los testimonios de aquellos que afirmaban haberlas visto en las islas, esas criaturas se caracterizaban por poseer una longitud entre 1.50 y 1.60 metros, de piel rosada, cabellera rojiza que le llegaba hasta los hombros en algunas ocasiones y completamente lampiñas en otras, rostro simiesco, orejas pequeñas, una boca con diminutos dientes similar a la de una carpa, miembros superiores e inferiores con membranas interdigitales y púas o espinas en la zona del cuello. A diferencia de los relatos clásicos sobre sirenas o nereidas, los Orang Ikan no cumplían con las gráciles o bellas figuras que a éstas suelen caracterizarlas, sino que, por el contrario, eran considerados bastante feos dentro de los estándares humanos. Según los testimonios, estos seres tendrían capacidades anfibias aunque preferían desenvolverse mayoritariamente en el agua donde solían nadar con extrema velocidad, mientras que su alimentación consistiría en pescado.

## Posibles explicaciones
Es difícil de determinar qué fue lo que se supone que ese grupo de soldados aparentemente vio en esas islas a partir de la simple descripción de la criatura, sin contar con prueba alguna de lo avistado como fotografías, filmaciones o un resto óseo que pudiera servir para identificarlo. Ante la carencia de pruebas más allá de los simples relatos de los que se dispone, las posibilidades son varias.

### Confusión con otro animal
No obstante, habría existido la eventualidad de que algún dugongo llegase nadando hasta esa zona del Pacífico sur, la posibilidad de confundir a uno de ellos con un Orang Ikan es casi imposible. Los dugongos eran ya animales conocidos para ese entonces y su aspecto no es ni remotamente similar al de las legendarias criaturas aludidas por los nativos o la tropa japonesa. Tampoco esa especie de animal se caracteriza por su agilidad en la natación, sino por su forma lenta de moverse y su alimentación vegetariana que le han dado el mote de vaca marina.
El aspecto de los Orang Ikan podría coincidir parcialmente con el de algún murciélago marino, que habita muchos mares tropicales y subtropicales, aunque el tamaño de esos peces óseos rara vez excede los 40 cm de longitud. Recientemente se consideró la posibilidad de que existieran individuos de esa especie más grandes ante un video donde una supuesta extraña criatura aparecería nadando junto a un surfista en San Diego, California.

### Posible fraude
En diferentes lugares del Pacífico ha habido falsificaciones de pretenciosos cuerpos de sirenas como la famosa Sirena de Fiyi, a veces creadas con el torso de un mono y la cauda de algún pez o incluso con mantarayas disecadas que reciben el nombre de Jenny Haniver. Un elemento como ese podría haber sido fabricado por los nativos con la simple intención de asustar a las tropas japonesas que habían invadido su territorio, aunque un Jenny Haniver no lograse explicar los avistamientos que esos soldados japoneses decían haber tenido con Orang Ikans vivos.
La descripción de los Orang Ikan resulta estrechamente familiar con la del monstruoso personaje protagónico de una trilogía de películas, conocida como el "monstruo o criatura de la Laguna Negra" (creature from the Black Lagoon) de Universal Studios que si bien se estrenó en la década de los 50s, o sea, algunos años posteriores a la fecha de los hipotéticos avistamientos de las isla Kei, la carencia de menciones del teniente Taro Oriba fuera del relato de los Orang Ikan hacen sospechar que podría tratarse de una historia inventada surgida con posterioridad al estreno de la mencionada trilogía quizás con fines de alimentar el turismo en las islas al igual que ha ocurrido con las leyendas de otros monstruos lacustres.